# 伊勢町 (芦屋市)
伊勢町（いせちょう）は、兵庫県芦屋市の町名。郵便番号659-0052。

## 世帯数と人口
2022年（令和4年）8月1日現在の世帯数と人口は以下の通りである。
| 町丁   | 世帯数  | 人口    |
| ------ | ------- | ------- |
| 伊勢町 | 850世帯 | 1,934人 |

## 小・中学校の学区
市立小・中学校に通う場合、学区は以下の通りとなる。
| 番地 | 小学校             | 中学校             |
| ---- | ------------------ | ------------------ |
| 全域 | 芦屋市立精道小学校 | 芦屋市立精道中学校 |

## 交通

### 鉄道
町内に鉄道駅はない。

### 道路
町内を通過する国道、県道はない。

## 施設
- 芦屋市立図書館
- 芦屋市立美術博物館
- 芦屋市谷崎潤一郎記念館
- 芦屋伊勢郵便局